# Dendrophyllia atrata
Espèce
Dendrophyllia atrata est une espèce de coraux appartenant à la famille des Dendrophylliidae.